# 大阪進研
株式会社大阪進研（おおさかしんけん）は、大阪府大阪市天王寺区に本社を置く模擬テスト関係を専門とする会社。

## 概要
- 近畿圏で、中学生向けの模擬試験「進研テスト」、中学三年生・高校受験生向けの「Vもし」を行っていて、母集団の多さから、塾などでよく利用される。
- 本社所在地　大阪市天王寺区清水谷町20-9 千州ビル